# Scoturius tigris
Scoturius tigris là một loài nhện trong họ Salticidae.
Loài này thuộc chi Scoturius. Scoturius tigris được Eugène Simon miêu tả năm 1901.